# Penicillium tricolor
Penicillium tricolor är en svampart som beskrevs av Frisvad, Seifert, Samson & John T. Mills 1994. Penicillium tricolor ingår i släktet Penicillium och familjen Trichocomaceae.   Inga underarter finns listade i Catalogue of Life.